# Медведев, Михаил Евгеньевич
Михаи́л Евге́ньевич Медве́дев (родился 1 (13) октября 1898 года, Двинск, Витебская губерния, Российская империя — расстрелян 17 июня 1937 года, Москва, РСФСР, СССР) — советский военный деятель, комбриг (1937), начальник 6-го управления Штаба РККА (с апреля 1932 года — Управления ПВО РККА) в 1931—1934 годах.

## Биография
Родился 1 октября (13 октября по новому стилю) 1898 года в городе Двинске Витебской губернии в мещанской семье. Русский.
Окончил гимназию в Петрограде. В сентябре 1915 года поступил на военную службу, став юнкером Владимирского военного училища. В 1916 году был произведен в офицеры (прапорщик пехоты). В феврале того же года окончил пулемётные курсы при Офицерской стрелковой школе в Ораниенбауме и с марта 1916 года находился в действующей армии в Первой мировой войне. Воевал на Румынском фронте в составе 98-го Юрьевского пехотного полка. В боях был ранен и контужен. В 1917 году избирался командиром роты и членом полкового суда. Последние чин и должность в Русской императорской армии — штабс-капитан, начальник пулемётной команды 98-го пехотного полка.

### Гражданская война
После Октябрьской революции, в январе 1918 года, находился в отпуске в Петрограде. В Красную армию вступил добровольно в феврале 1918 года. Был участником Гражданской войны, воевал на Западном, Юго-Западном и Кавказском фронтах. С ноября 1918 года был слушателем Академии Генерального штаба РККА. Член ВКП(б)/КПСС с 1919 года. В феврале 1919 года был направлен в штаб армии Советской Латвии (город Двинск) и назначен помощником начальника штаба по оперативной части 2-й бригады 6-й стрелковой дивизии. С июня 1919 года — начальник штаба Петрозаводско-Мурманской группы войск. В августе этого же года командовал группой войск Проскуровского направления 12-й армии. В августе-сентябре — начальник сводной стрелковой дивизии 12-й армии. С декабря 1919 года — начальник штаба 1-й Тульской стрелковой дивизии (с января 1920 года — 48-я стрелковая дивизия). С февраля 1920 года — начальник штаба 11-й стрелковой дивизии. С мая 1920 года исполняющий должность начальника оперативного отдела штаба 9-й Кубанской армии, с июня — исполнял должность начальника штаба, с июля — начальник штаба 9-й Кубанской армии. С августа 1920 года — начальник 32-й стрелковой дивизии (11-я армия), с сентября — начальник 47-й стрелковой дивизии (14-я армия). С января 1921 года Медведев — начальник 43-й стрелковой дивизии. С сентября 1921 года — начальник штаба войск ВЧК Северо-Западного края. В 1922 году окончил Высшие академические курсы при Военной академии РККА. С ноября 1922 года — командир 1-й Казанской стрелковой дивизии.

### Послевоенное время
С августа 1923 года находился в резерве Штаба РККА. В 1924 году прошёл ускоренный курс Академии Генштаба при Высшей военной школе летчиков-наблюдателей, был удостоен звания «военный летчик-наблюдатель». С июня 1924 года был в распоряжении начальника ВВС Московского военного округа, с сентября этого же года — первый помощник начальника ВВС Ленинградского военного округа. С мая 1925 года временно исполнял должность начальника штаба, с июня — начальник штаба ВВС Ленинградского военного округа. В сентябре 1926 года был назначен начальником 3-го отдела 1-го Управления Штаба РККА. В 1928 году окончил Курсы усовершенствования командного состава при Военной академии имени М. В. Фрунзе. С октября 1929 года находился в распоряжении Главного управления РККА. С февраля 1930 года — в распоряжении этого же управления был командирован на должность начальника курсов по подготовке инструкторов противовоздушной обороны (ПВО). В июне 1930 года назначен начальником штаба 17-го стрелкового корпуса. С апреля 1931 года — начальник 6-го управления Штаба РККА, которое занималось вопросами ПВО. С августа 1932 года был начальником Управления ПВО РККА, с июля 1934 года — первый заместитель начальника Управления ПВО РККА. С августа 1934 года находился в резерве РККА, с апреля 1937 года — в запасе РККА.
Был арестован 6 мая 1937 года и Военной коллегией Верховного суда СССР 16 июня 1937 года по обвинению в участии в контрреволюционной антисоветской организации приговорен к расстрелу. Приговор приведен в исполнение 17 июня 1937 года. Был похоронен на Донском кладбище в Москве.
Реабилитирован Военной коллегией 28 июля 1956 года. Был награждён орденом Красного Знамени (1921 год, № 4486).